# Utxébne
Utxébne (en (ucraïnès): Учебне) és un poble de la República Autònoma de Crimea a Ucraïna, que el 2014 tenia 101 habitants. Pertany al districte de Bilogorsk.